# Holocausto
Holocausto ist eine Thrash- und Black-Metal-Band aus Belo Horizonte, Brasilien. Die Band wurde 1985 von Marco Antônio, Valério Exterminator und Rodrigo dos Anjos gegründet. Bis 2012 erschienen fünf Tonträger bei Cogumelo Records. Vom Journalisten Eduardo Rivadavia wurde sie als „vielleicht kontroverseste brasilianische Heavy-Metal-Band in der Geschichte“ beschrieben.

## Geschichte
Holocausto wurde 1985 von Bassist Marco Antônio, Sänger und Gitarrist Valério Exterminator sowie Gitarrist Rodrigo dos Anjos gegründet. Nachdem das erste Demo namens Massacre im Jahr 1985 aufgenommen worden war und einen Teil zu der Split-Veröffentlichung Warfare Noise I von Cogumelo Records beigetragen hatte, verursachte die Band mit der Veröffentlichung des Debütalbums Campo de Extermínio eine Kontroverse. Nachdem südamerikanische Bands wie Sepultura, Vulcano und Sarcófago bereits mit antichristlichen und satanistischen Texten provoziert hatten, beschrieb Holocausto bildhaft die Nazigewalttaten in den Konzentrationslagern, was dazu führte, dass sie als judenfeindlich beschrieben wurden. Die Band äußerte dazu, dass „sie nur versuchen, die Grauen des Holocausts in all seinen grauenvollen Details darzustellen“ und, dass „die schockierende und entschlossene Darstellung des Albums dazu gedacht waren, den eigenen Ekel vor diesen Ereigenissen zu verdeutlichem, der sie zu diesem Namen bewogen hat“.
In den Folgejahren änderte sich die Besetzung der Band mehrfach, während sie weitere Alben über Cogumelo Records veröffentlichte. Der ausbleibende Durchbruch, ließ sich auf die häufigen Besetzungswechsel, die erst späte Verwendung von englischen Texten sowie das Thema des Debütalbums zurückführen, sodass sich die Band 1994 auflöste. Im Jahr 2004 fand die Band wieder zusammen und veröffentlichte ein durch Hardcore Punk beeinflusstes Album namens De Volta ao Front im Jahr 2005.

## Stil
Die Band spielte anfangs noch Musik mit Black-Metal-Einfluss, jedoch entwickelte sich die Band zu einer reinen Thrash-Metal-Band, wobei sie mit anderen Bands wie Sepultura verglichen wird. Klanglich erinnern die Lieder an Werke von Bands wie Bathory und Venom.

## Diskografie
- 1985: Massacre (Demo, Eigenveröffentlichung)
- 1986: Warfare Noise I (Split mit Chakal, Mutilator und Sarcófago, Cogumelo Records)
- 1987: Campo de Extermínio (Album, Cogumelo Records)
- 1988: Blocked Minds (Album, Cogumelo Records)
- 1990: Australoptecus Experience (Demo, Cogumelo Records)
- 1990: Negatives (Album, Cogumelo Records)
- 1993: Tozago as Deismno (Album, Cogumelo Records)
- 2005: De Volta ao Front (Album, Cogumelo Records)
- 2007: Campo de Exterminio Show – 1987 (DVD, Cogumelo Records)